# Lambourne
Lambourne – wieś i civil parish w Anglii, w Esseksie, w dystrykcie Epping Forest. W 2001 civil parish liczyła 1828 mieszkańców. Lambourne jest wspomniana w Domesday Book (1086) jako Lamburna. W civil parish znajduje się 26 zabytkowych budynków.